# Tweede Hans
Tweede Hans is een Nederlandse comedyserie van Omroep MAX uit 2022. Het gaat over de net gepensioneerde Hans Tuitert (Stefan de Walle) die op zoek is naar een hobby om zijn vele vrije tijd mee te vullen. De serie bestaat uit tien afleveringen, uitgezonden door Omroep Max.

## Verhaal
Hans Tuitert (Stefan de Walle) wordt na een reorganisatie bij het tuincentrum de Klimop met prepensioen gestuurd. In de zoektocht naar een nieuwe invulling van zijn leven koopt hij samen met zijn vrouw Marleen (Jacqueline Blom) een camper. Bij Marleen komt dan onverwacht een promotie in het vooruitzicht in het ziekenhuis, waardoor de vakanties met de camper er niet van komen en Hans nog steeds zonder leuke hobby zit. Buurman Bob (Martin van Waardenberg) is enthousiast koorlid van shantykoor Man & Muis. Waar Hans eerst niet zo enthousiast was om mee te zingen in het koor, weet Bob hem toch te enthousiasmeren om mee te gaan oefenen. Maar naarmate het enthousiasme van Hans toeneemt, en hij lid wordt van het shantykoor lijkt hij geen aandacht meer te hebben voor andere zaken om hem heen.

## Rolverdeling
| Acteur                 | Personage                      |
| ---------------------- | ------------------------------ |
| Stefan de Walle        | Hans Tuitert                   |
| Jacqueline Blom        | Marleen Tuitert                |
| Martin van Waardenberg | Bob (buurman)                  |
| Margôt Ros             | Ellie (buurvrouw)              |
| Jip Smit               | Katelijne (dochter)            |
| Ferdi Stofmeel         | Tom (schoonzoon)               |
| Angela Groothuizen     | Femke (dirigent)               |
| Jack Wouterse          | Koorlid                        |
| Ali Çifteci            | Koorlid                        |
| Nico de Vries          | Koorlid                        |
| Peter van Heeringen    | Koorlid                        |
| Joop Wittermans        | Koorlid                        |
| Rob van de Meeberg     | Koorlid                        |
| Bert Simhoffer         | Koorlid                        |
| Henk Poort             | Koorlid                        |
| Pim Muda               | Overnamespecialist tuincentrum |
| Eric van Sauers        | Diederick (fietsvriend)        |
| Anne-Marie Jung        | Miep (beheerster dorpshuis)    |

## Afleveringen

### Seizoen 1
| Aflevering | Uitzenddatum  | Titel                                | Verhaal | Kijkcijfers |
| ---------- | ------------- | ------------------------------------ | --- | ----------- |
| 1          | 29 april 2022 | Een aanbod dat je niet kunt weigeren | Als het tuincentrum waar Hans al jarenlang werkt wordt overgenomen, krijgt hij een prachtig aanbod om vervroegd met pensioen te gaan. Iedereen - en zeker Marleen - vindt het een prachtige kans, maar Hans ziet 'met pensioen gaan' nog helemaal niet zitten. Samen met Marleen gaat hij naar een optreden van het koor van z'n buurman Bob, die ook al een tijdje met pensioen is.                  | 1.632.000   |
| 2          | 6 mei 2022    | En dan heb je ineens een camper      | Hans is gestopt met werken en zoekt naar nieuwe manieren om de dagen te vullen. Hij gaat fietsen met vriend Diederik en diens fietsclub, maar dat is niet echt een succes. Met de 'pensioenbonus' kopen Marleen en Hans een camper, want er is eindelijk tijd om te reizen! Maar dan krijgt Marleen een promotie en gaan de vakantieplannen in de ijskast. Hans zit weer thuis. Alleen nu mét camper. | 1.706.000   |
| 3          | 13 mei 2022   | Altijd weekend                       | De muren komen op Hans af en hij mist z'n werk in het tuincentrum. Hij krijgt hulp van een pensioencoach, maar of die nu echt begrijpt wat Hans doormaakt? Het optreden van Met Man en Muis was voor Hans een lichtpunt en hij wil zich ook aanmelden, maar het koor heeft geen nieuwe leden nodig.                                                                                                   | 1.642.000   |
| 4          | 20 mei 2022   | Zingen is leven                      | Marleen maakt zich steeds meer zorgen om Hans. Hij onderneemt weinig en is somber, en zelf heeft ze het steeds drukker op haar werk. Op zoek naar een nieuwe tijdsbesteding gaat Hans een dagje helpen in het dierenasiel en hij gaat mee golfen met schoonzoon Tom, maar het is het allemaal niet. En dan komt er tóch een plekje vrij in het koor. Hans moet alleen wel even auditeren.             | 1.460.000   |
| 5          | 27 mei 2022   | My Bonny of Your Bonny               | Hans is helemaal in z'n element bij Met Man en Muis, maar neemt het allemaal wel heel serieus. Marleen stelt voor dat Hans ook wat meer tijd met z'n kleinzoon Jimmy doorbrengt, maar Hans vindt dat Marleen niet snapt hoe belangrijk het koor voor hem is. Hij heeft wat plannen bedacht voor het koor, en dan met name voor Bob's solo. Maar daar is Bob het niet mee eens.                        | 1.531.000   |
| 6          | 3 juni 2022   | Burenruzie                           | Het koor is enthousiast over de ideeën van Hans, maar Bob gooit z'n kont tegen de krib. Als het koor besluit te stemmen over Bobs solo in My Bonny, is Bob diep beledigd. Dan wordt het koor uitgenodigd voor een belangrijk shantyconcours. | 1.442.000   |
| 7          | 10 juni 2022  | Door zonder Bob                      | Tussen Hans en Marleen loopt het niet lekker: Marleen is te druk met haar werk, Hans met het koor. En dan heeft Hans het ook de hele tijd over 'die Fem'. Marleen begint Hans een beetje te wantrouwen. Bob is gestopt met zingen. Hans vindt dat diep van binnen jammer, maar richt zich vooral op het vooruithelpen van het koor: hij gaat op zoek naar een sponsor.                                | 1.337.000   |
| 8          | 17 juni 2022  | Hoogspanning                         | De sponsor van het koor trekt zich op het laatste moment terug en dat zorgt voor problemen. En ook de komst van het nieuwe koorlid dat de plek van Bob heeft ingenomen veroorzaakt nogal wat onrust binnen de groep. Marleen vindt dat Hans zich te veel stort op het koor en dan met name op dirigente Femke.                                                                                        | 1.147.000   |
| 9          | 24 juni 2022  | Vreemdganger!                        | Als Marleen ziet dat Hans 's avonds laat wordt thuisgebracht door Femke, zet ze hem rigoureus het huis uit. Hij slaapt maar in de camper! Kat komt langs en is overstuur. Ze heeft op Toms telefoon een verdacht appje gezien en denkt dat ook hij vreemdgaat. Femke zegt de koorrepetitie af. Wanneer Hans bij haar langsgaat, doet hij een schokkende ontdekking en neemt hij een groot besluit.    | 1.277.000   |
| 10         | 1 juli 2022   | Het spijt me                         | Hans probeert z'n nieuwe leven te omarmen. Maar een leven zonder het koor maakt hem niet gelukkig, merkt Marleen. Hans moet op zoek naar balans en ziet in dat het tijd is om een aantal zaken recht te zetten, onder andere met Bob. | 1.475.000   |

## Trivia
- De serie kenmerkt zich door verschillende terugkerende elementen. Zo belt iedere aflevering de fictieve meneer Van Dalen met Hans met een vraag over zijn gazon en gaat hij iedere aflevering een stukje fietsen met fietsvriend Diederick die hem wijze raad geeft.